# Bundesautobahn 952
Pour les articles homonymes, voir A952 et Autoroute A952.
La Bundesautobahn 952 est une Bundesautobahn dans le Land de Bavière.

## Géographie
L'A 952 bifurque sur la Bundesautobahn 95 au niveau de l'échangeur autoroutier de Starnberg et mène vers l'ouest jusqu'au carrefour de Percha, un quartier de Starnberg. L'autoroute s'étend dans une direction est-ouest.
Directement derrière le carrefour, l'A 952 se fond dans la Bundesstraße 2, qu'elle remplace tout au long de son parcours. L'autoroute comporte quatre voies sur toute sa longueur, mais n'a pas de bande d'arrêt d'urgence. Directement sur l'autoroute se trouvent les quartiers de Wangen, Buchhof, Heimathshausen et Percha, toutes intégrées à Starnberg.